# Siedlung Nordbahnhof
Nordbahnhof ist eine Siedlung der kreisfreien Stadt Nürnberg, westlich des Geländes des ehemaligen gleichnamigen Güterbahnhofs und gehört zum statistischen Bezirk 25 Uhlandstraße.

## Lage
Die Siedlung liegt nördlich der Innenstadt von Nürnberg, direkt am Nordring und an der Grolandstraße. Sie grenzt im Osten an den 2004 aufgelassenen Nordbahnhof, der namensgebend war und im Süden an den Stadtteil Gärten hinter der Veste. Zusammenfassend mit Maxfeld, den nordöstlichen Teilen von St. Johannis und Gärten h.d.V. wird die Siedlung als Teil der Nordstadt angesehen.

## Struktur
Die Siedlung besteht durchgehend aus dreigeschossigen Mehrfamilienmietshäusern mit Satteldach, die nach standardisierten Plänen errichtet wurden. Die Häuser sind im Wesentlichen baugleich und unterscheiden sich geringfügig durch Farbgebung und Fassadenapplikationen. Zum Nordring hin überspannt ein fünfgeschossiges Haus mit flachem Dach die zuführende Straße und bildet damit den städtebaulichen Abschluss nach Norden und zugleich eine beeindruckende Torsituation. Im Süden und Westen geht die Siedlung, die in einer offenen Blockstruktur errichtet wurde, nahtlos in die geschlossene Blockstruktur des großbürgerlichen Stadtteils Gärten h.d.V. über.
Die Häuser der Nordbahnhofsiedlung enthalten vorwiegend kleine und mittelgroße Wohnungen. Sie stehen nach wie vor sämtlich im Eigentum der WBG, der gemeinnützigen Wohnungsgesellschaft der Stadt Nürnberg. In den letzten Jahren wurden verschiedentlich bauliche Verbesserungen und Modernisierungen, etwa durch Anbau von Balkonen, vorgenommen um die Attraktivität wieder zu erhöhen.

## Geschichte
Die Nordbahnhof-Siedlung entstand als eines der großen Wohnraumschaffungsprojekte der Stadt Nürnberg unter Oberbürgermeister Hermann Luppe während der Zeit der Weimarer Republik. Die Planung erfolgte 1928 durch den Architekten Ludwig Wagner-Speyer.

## Verkehr
Die Siedlung Nordbahnhof ist an das regionale Verkehrsnetz mäßig angebunden. Längs des Nordrings verkehrt die Stadtbuslinie 35. Der nächstgelegene Haltepunkt im Schienennetz ist der etwa 0,5 km südlich und bereits in Gärten h.d.V. gelegene U-Bahnhof Kaulbachplatz der Linie U 3. Der Flughafen ist etwa drei Kilometer und der Hauptbahnhof etwa 2,5 Kilometer entfernt. Straßenseitig ist die Siedlung durch den Nordring (Bundesstraße 4 R) an das städtische und überregionale Verkehrsnetz gut angebunden.

## Kirchen
- Katholische St. Martinskirche (in Maxfeld/Gärten h.d.V.)
- Evangelisch-lutherische St.-Matthäus-Kirche in der Rollnerstraße (in Maxfeld/Gärten h.d.V.)

## Bildung
- Uhlandschule (Grund- und Hauptschule)

## Kultur
2019 wurde vom Münchner Künstler Alexander Laner dort ein Fallblattanzeiger der Firma KRONE Informationssysteme aufgestellt. Das Gerät wurde instand gesetzt und mit Hilfe der beiden Freunde Laners, Benjamin Hauber und Julian Metzler, so restauriert und modifiziert, dass er über eine Mobilfunkanbinung und Internetapplikation frei ansteuerbar ist.
Beim Künstler selbst oder der Stadt Nürnberg können, Stand 2023, Anfragen zum Wunschtext gestellt werden, welche zu einer Wunschzeit am Anzeiger aufgeblättet werden.

Der Anzeiger soll laut Laners Aussage an den alten Bahnhof dort erinnern und zum Fernweh anregen. Am Nordbahnhof fand jedoch, außer zu den Reichsparteitagen in Nürnberg, nie Personenverkehr statt.

Aufbau des Kunstwerks im Jahr 2019
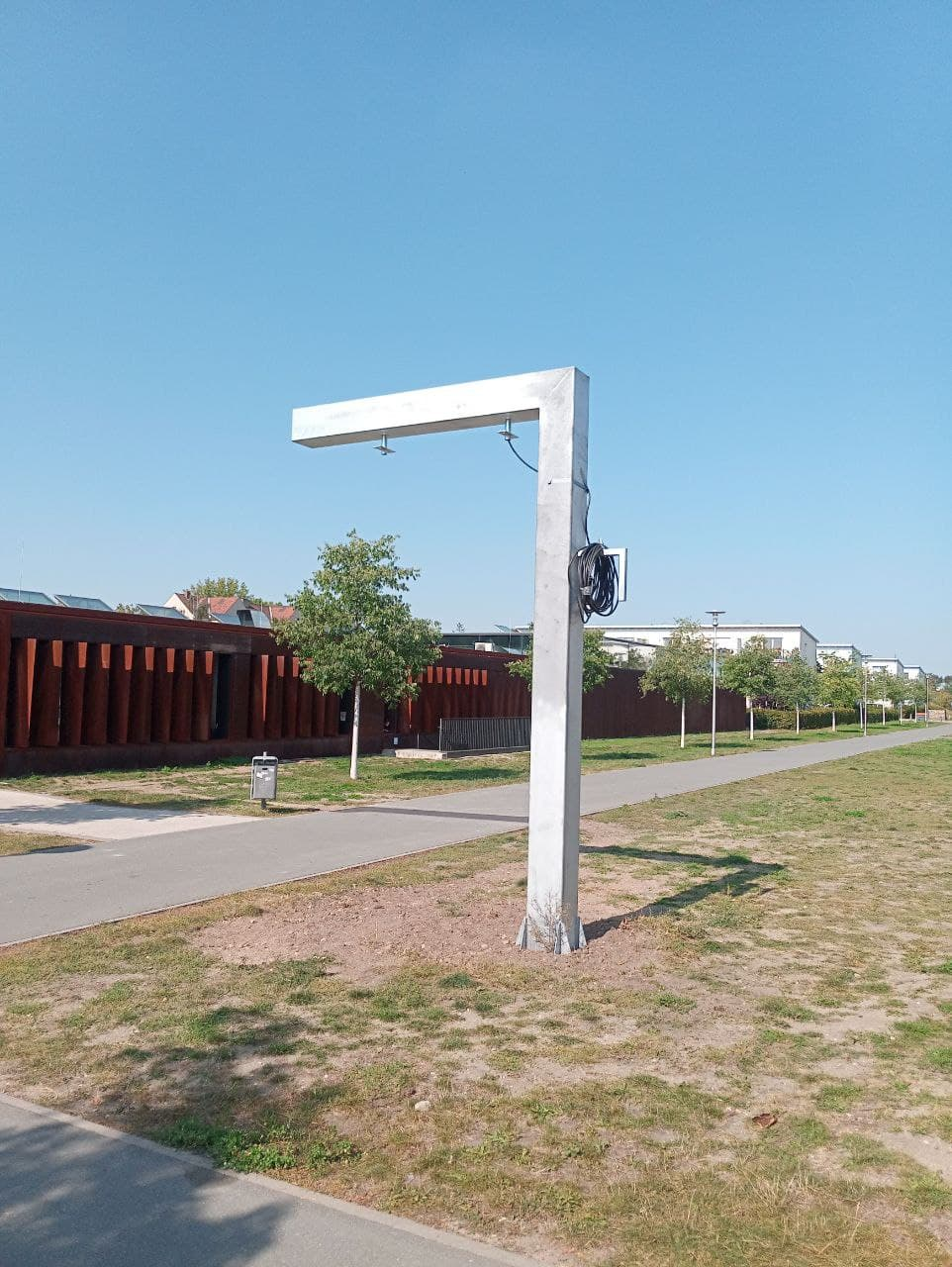
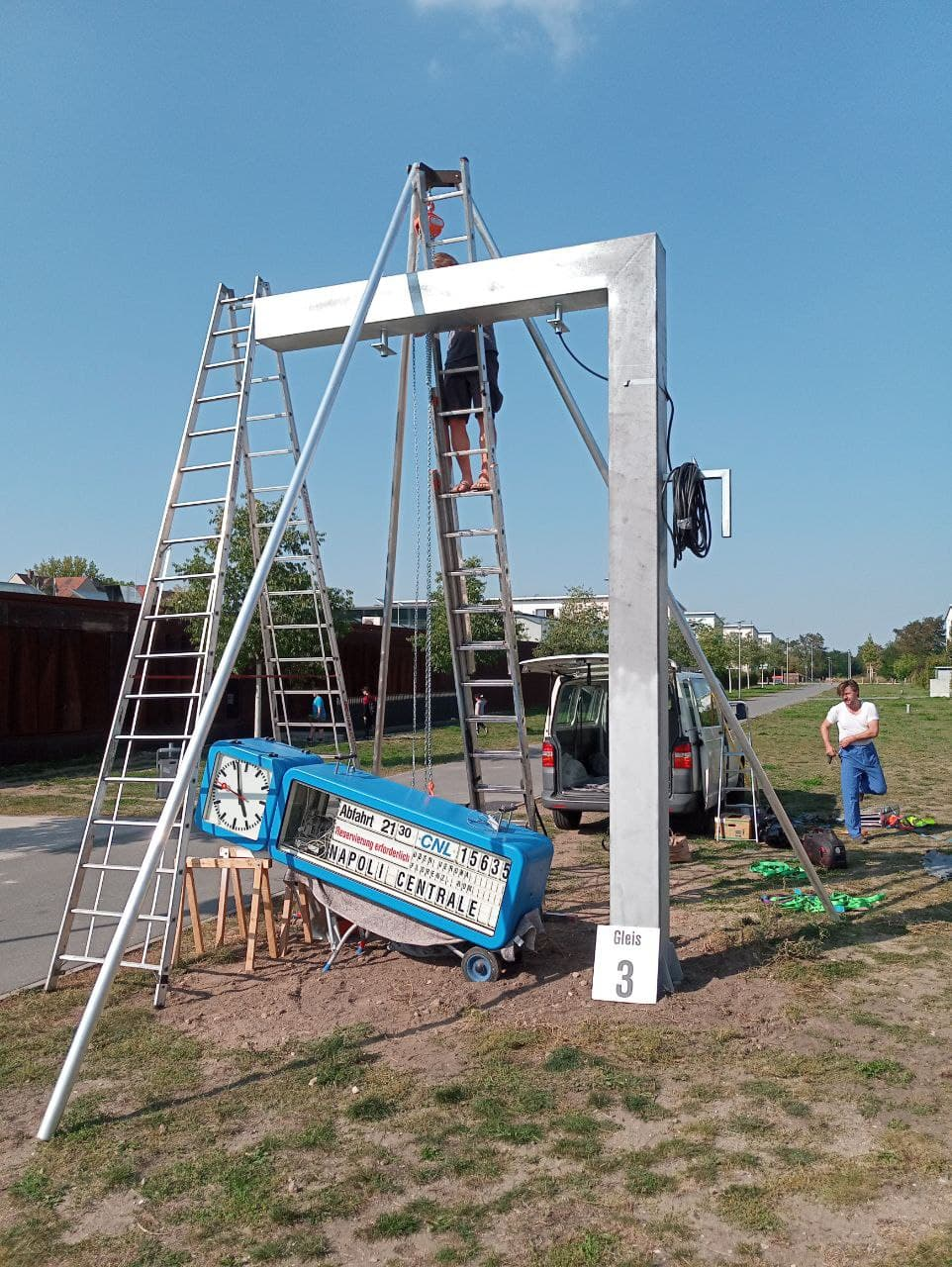
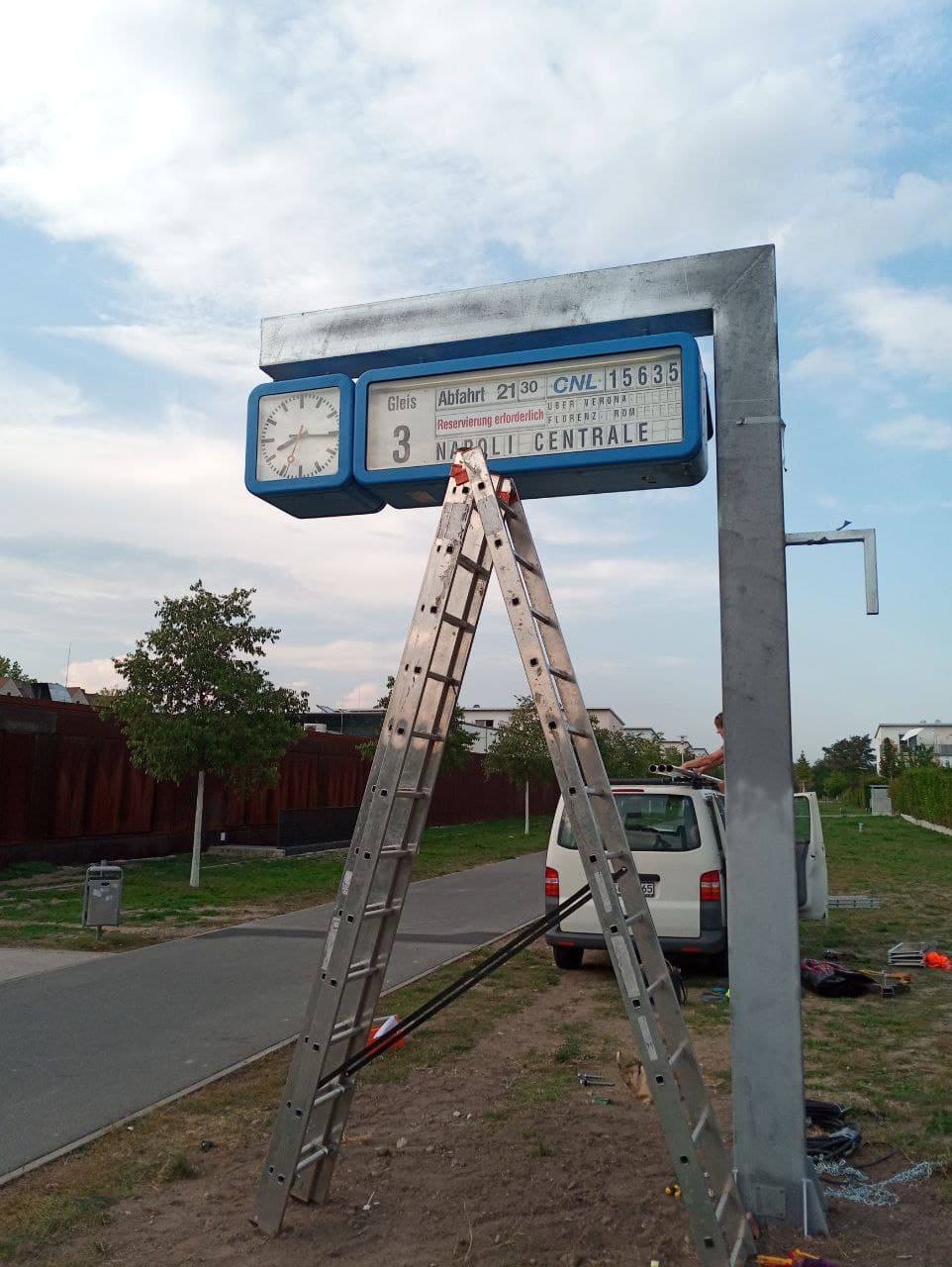
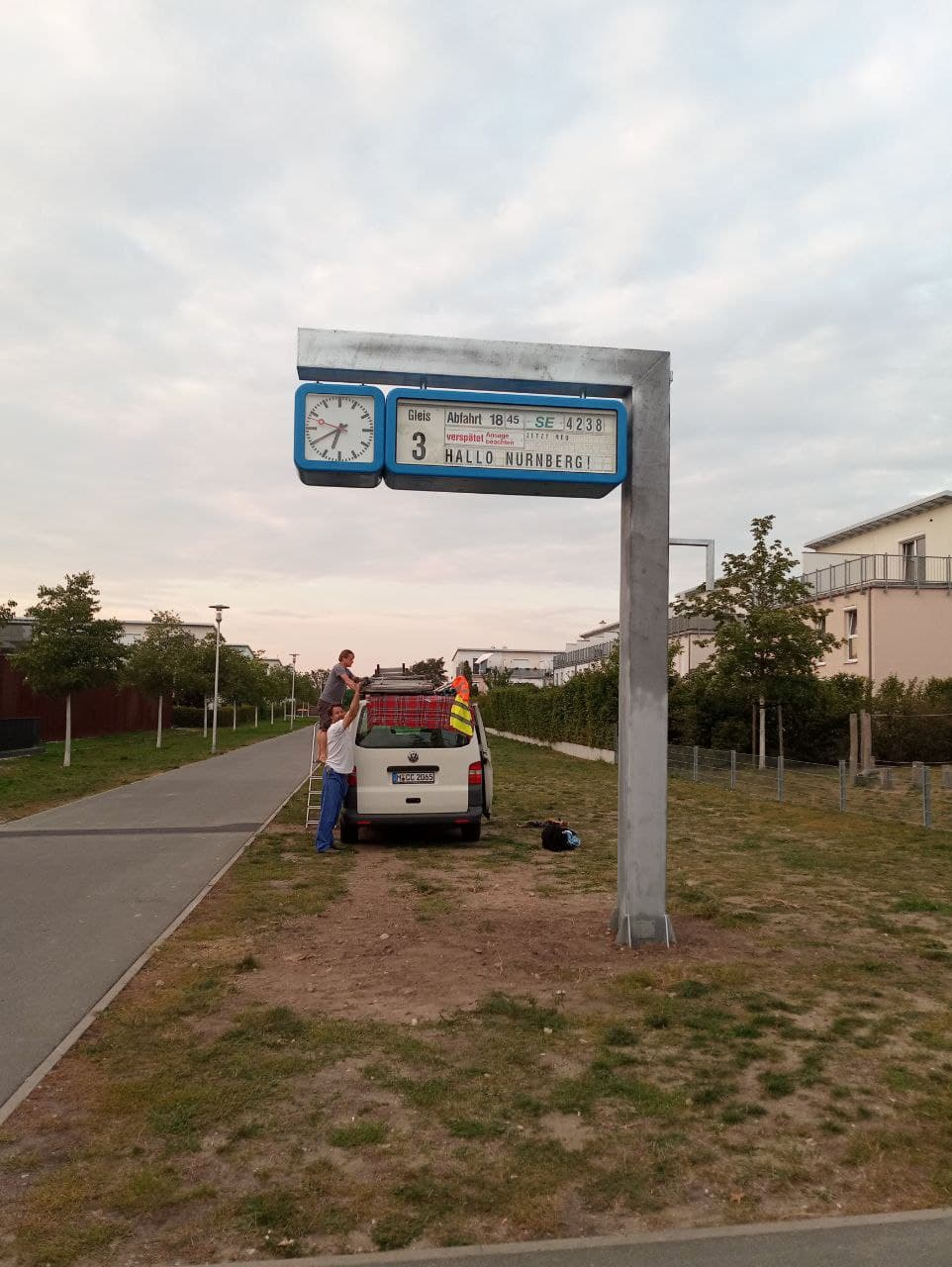
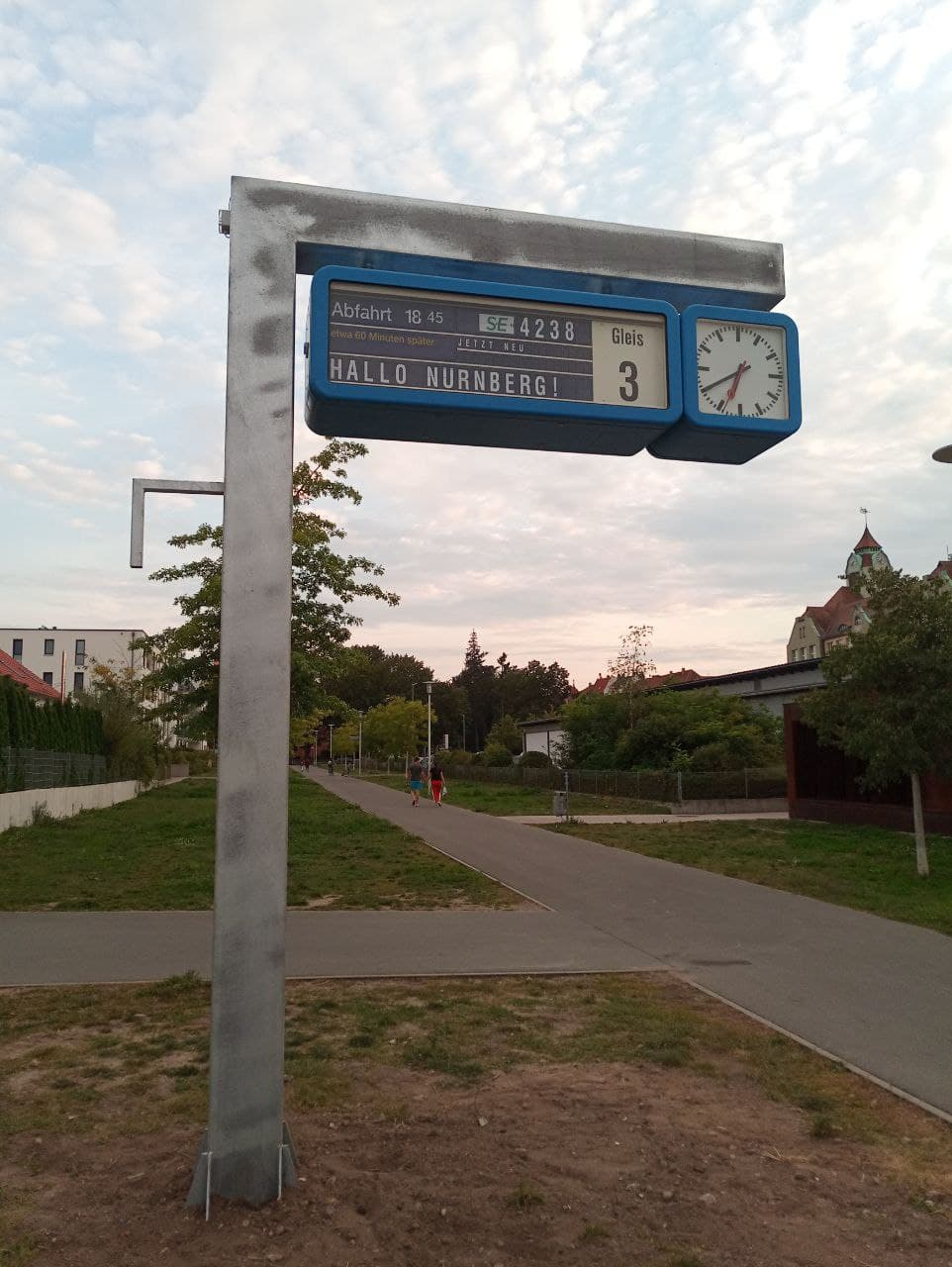
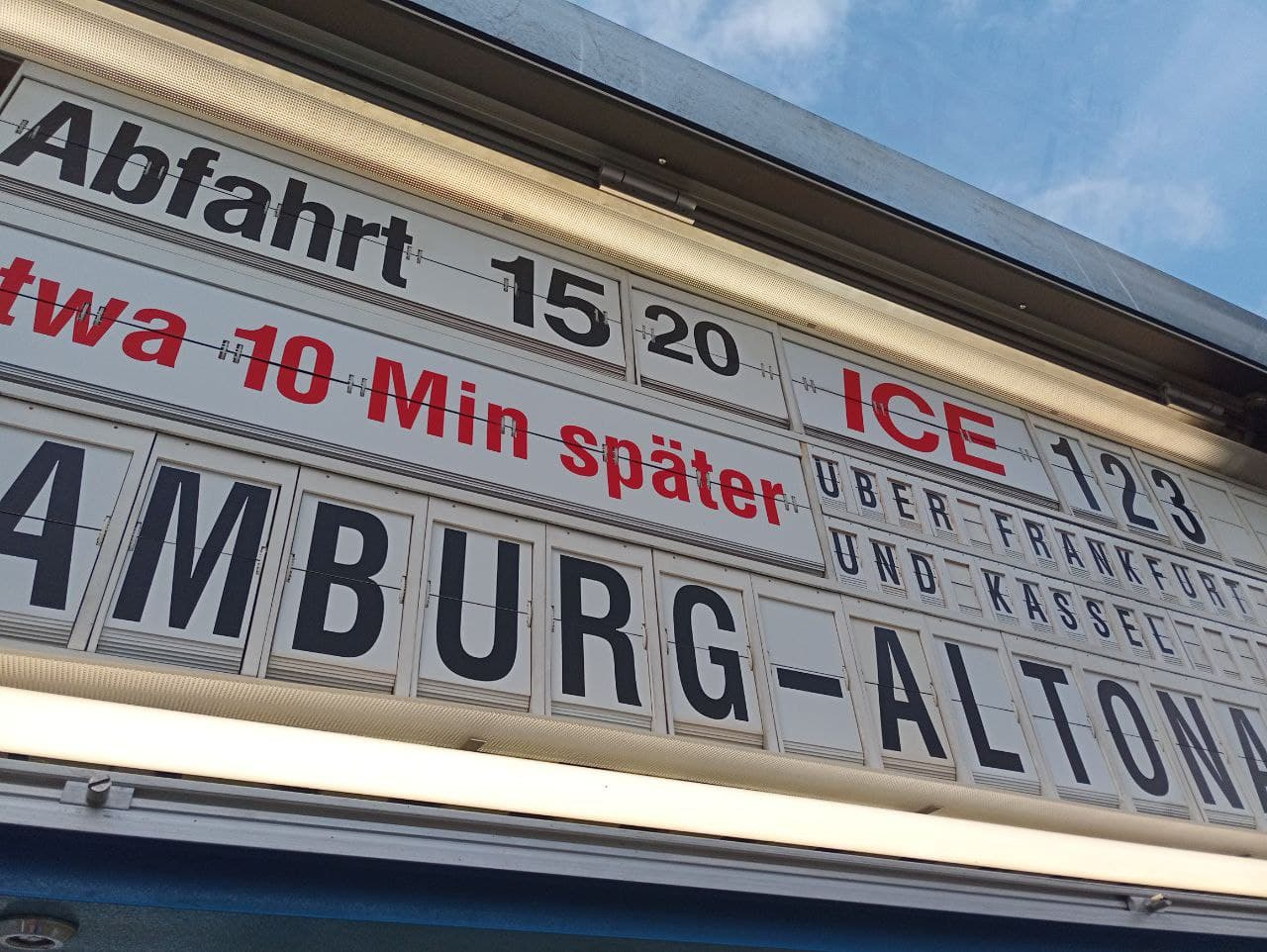
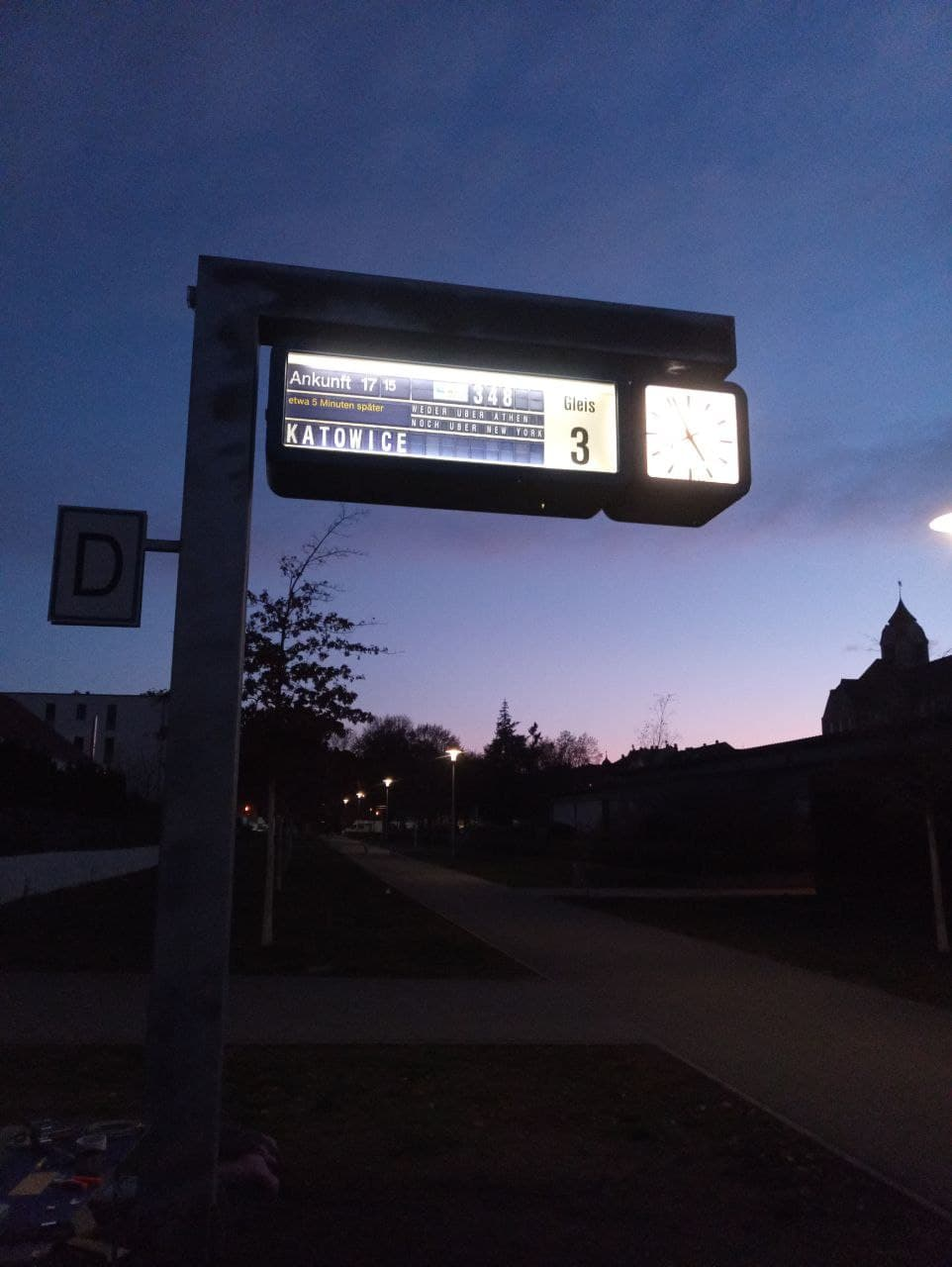